# Renin
Renin ili angiotenzinogenaza je enzim koji sudjeluju u regulaciji volumena tekućina u tijelu, sudjelujući u sustavu renin angiotenzin. Renin je protein čiji se prekursor sastoji od 406 aminokiselina. Renin sadrži 340 aminokiselina i ima masu od 37 kDa.
Renin izlučuju specijalizirane granularne stanice jukstaglomerularnog aparata u bubregu.
Renin se izlučuje na sljedeće podražaje:
- smanjenje arterijskog krvnog tlaka što detektiraju baroreceptori (stanica osjetljive na tlak)
- smanjenje razine natrijevog klorida u ultrafiltratu nefrona, što detektira dio jukstaglomerularnog aparata koji se naziva lat. macula densa
- aktivacija simpatičkog živčanog sustava, djelovanjem preko beta 1 adrenergičnih receptora.

Renin, aktivira renin angioteninski sustav, tako što razgrađuje angiotenzinogen (protein kojeg stvara jetra), čime nastaje angiotenzin I, a koji djelovanjem enzima angiotenzin konvertaze (ACE), prelazi u angiotenzin II.
Renin su otkrili, opisali i imenovali 1898. Robert Tigerstedt, profesor fiziologije na Karolinska Institutu u Stockholmu, te njegov student Per Bergman.